# Barbara Pfister
Barbara Pfister (ur. 1 września 1867 w Wattenheim, zm. 9 marca 1909 w Spirze) – niemiecka zakonnica, mistyczka i stygmatyczka.

## Życiorys

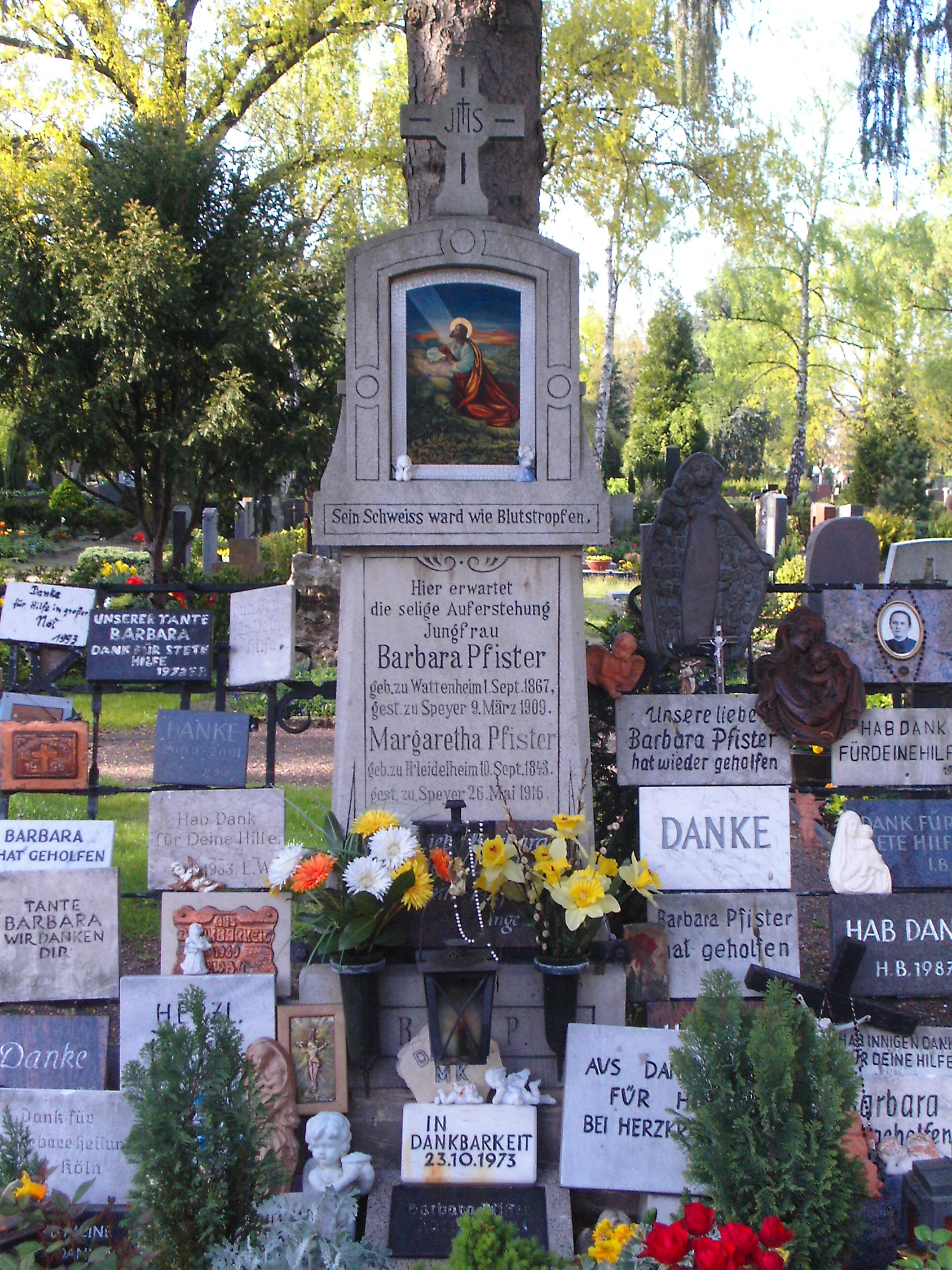
Grób w Spirze

Urodziła się w rodzinie stolarza, któremu początkowo dobrze się wiodło, lecz z czasem, po zaistnieniu problemów zawodowych, zaczął mieć problemy z alkoholem i dwukrotnie opuszczał rodzinę. Od wczesnego dzieciństwa charakteryzowała się wyjątkową religijnością i według niektórych przekazów widywała Jezusa podczas mszy, w Najświętszym Sakramencie. W wieku 17 lat zadeklarowała ustanie tych wizji i wkrótce potem wstąpiła do zakonu dominikanek w Spirze (październik 1883), gdzie widzenia powróciły, a dodatkowo zaczęła doznawać ekstaz w czasie modlitwy. Stany te uznawane były przez lekarzy za patologiczne i były przyczyną, dla której musiała opuścić klasztor i powrócić do Wattenheim. Nauczyła się wówczas robić figurki gliniane, sztuczne kwiaty i wykonywać robótki ręczne. W tym czasie jej ojciec ciężko zachorował i poświęciła się opiece nad nim. Pracowała też na utrzymanie rodziny, jako służąca. Następujące dość często ekstazy spowodowały jednak, że pracę tę utraciła. Gdy jej ojciec zmarł, podjęła zatrudnienie w ochronce dla dzieci. Starała się wówczas ukrywać swoje doznania.
Latem 1890, w trakcie uroczystości Najświętszego Serca Jezusowego w jej boku otwarła się rana, a niedługo później pojawiły się również stygmaty na rękach, nogach i głowie. Proboszcz z Wattenheim przekazał informacje o tej sprawie lokalnemu biskupowi, który polecił zachować dyskrecję, ale sprawa rozniosła się już po okolicy i do jej domu zaczęły spływać coraz liczniejsze grupy osób, tak z Niemiec, jak i z innych krajów. Rany wielokrotnie fotografowano. Nie brakowało też różnego rodzaju zniewag, jakie wystosowywano pod jej adresem. Krew z jej ran wypływała zawsze tak jakby znajdowała się ona w pozycji pionowej, niezależnie od przybranej przez nią pozycji, co było niezgodne z prawami grawitacji. Oprócz ran stygmatycznych na jej skórze pojawiły się też rany charakterystyczne dla biczowania twardym i ostrym narzędziem. Wszystkie rany były bolesne, ale najbardziej dokuczała jej rana w boku. Rany otwierały się wyłącznie w trakcie ekstaz, w piątki oraz w trakcie całego Wielkiego Tygodnia.
Podczas piątkowych ekstaz opisywała wydarzenia z życia Jezusa w języku aramejskim, którego nigdy się nie uczyła, i którego nie znała. Jej biografowie wyróżnili trzy fazy jej stanów ekstatycznych:
- pierwszy, w którym współuczestniczyła w tajemnicach bolesnych i radosnych Chrystusa,
- drugi, w którym przeżywała wyłącznie tajemnice bolesne,
- trzeci, który był czasem cierpienia, opuszczenia i duchowej pustyni, opisywanej wcześniej m.in. przez św. Jana od Krzyża (dwanaście ostatnich lat życia)[2].

Z czasem sytuacja wokół jej osoby się uspokoiła i przestała doznawać zniewag od części lokalnej społeczności. Nie miała też żadnych zatargów z Kościołem.
Jej grób stał się miejscem pielgrzymek i dzięki temu w maju 1938 lokalny biskup utworzył komisję, celem zebrania materiałów i świadectw, które można było jeszcze wtedy pozyskać od bezpośrednich świadków. II wojna światowa przerwała jednak te działania i ostatecznie nigdy nie ukończono badań i nie wszczęto procesu beatyfikacyjnego.